# Zuiderpolder (Mijdrecht)
Het waterschap Zuiderpolder was een klein waterschap in de Nederlandse provincie Utrecht in de gemeente Vinkeveen en Waverveen of Mijdrecht.